# 施瓦茨-米爾諾引理
施瓦茨－米爾諾（Schwarz–Milnor或Švarc–Milnor）引理，是數學上的一個結果，給出了群和在度量空間上的群作用的關係。阿爾伯特·施瓦茨首先發現這個結果，十數年後約翰·米爾諾重新發現。這條引理有時稱為幾何群論基本定理。有了這條引理，就可以由度量空間的幾何性質，來研究群的性質。

## 定義
設X為一個度量空間。如果X每兩點都有測地線相連，就稱X為測地的。
如果X中每一個閉球都是緊緻集，就稱X為常態的。考慮X中從某點{\displaystyle x'}量度距離的函數{\displaystyle d_{x'}:X\to [0,\infty )}
{\displaystyle d_{x'}(x):=d_{X}(x,x')}
那麼閉球{\displaystyle {\overline {B(x',a)}}}是緊緻區間[0,a]在{\displaystyle d_{x'}}下的原像。因此，閉球都是緊緻集這個條件，便等價於所有形如{\displaystyle d_{x'}}的距離函數都是常態映射。這就是稱度量空間X為常態的原因。
一個群G在X上的群作用稱為真不連續的，如果對每個緊緻集{\displaystyle K\subset X}，G中只有有限個元素g，使得{\displaystyle g\cdot K\cap K\neq \varnothing }。這個群作用稱為餘緊的，如果存在一個緊緻集{\displaystyle K'\subset X}，使得{\displaystyle G\cdot K'=X}。

## 引理敘述
設X為一個常態測地度量空間。如果一個群G以等距映射真不連續地、餘緊地作用在X上，那麼G是有限生成群。而且G中用一個有限生成集合S賦予G以字度量後，和X擬等距同構；對於X的任何一點{\displaystyle x_{0}}，映射{\displaystyle g\mapsto g\cdot x_{0}}都是從G到X的擬等距映射。

## 證明
G中任何有限生成集合所對應的字度量，都是擬等距同構。故此只需找到一個有限生成集合S，證明在G上取對應S的字度量後，和X是擬等距同構即可。
選定{\displaystyle x_{0}\in X}。因為群作用是餘緊的，存在{\displaystyle r>0}，使得{\displaystyle B(x_{0},r)}在G的作用下覆蓋X。
取G的一個子集
{\displaystyle S=\{g\in G\setminus \{e\}|d_{X}(x_{0},g\cdot x_{0})<2r+1\}}
G的元素g若在子集S內，則有
{\displaystyle g\cdot {\overline {B(x_{0},r+1/2)}}\cap {\overline {B(x_{0},r+1/2)}}\neq \varnothing }
X是常態度量空間，故{\displaystyle {\overline {B(x_{0},r+1/2)}}}是緊緻集，又因群作用是真不連續的，所以這樣的g僅有有限個。因此S是有限集。
對G中任何非平凡元素g，有一條測地線段連接兩點{\displaystyle x_{0}}和{\displaystyle g\cdot x_{0}}。設k為整數，符合
{\displaystyle k\leq d_{X}(x_{0},g\cdot x_{0})<k+1}
在這條測地線段上取點{\displaystyle x_{j}}，j=1,..., k+1，滿足{\displaystyle d_{X}(x_{j-1},x_{j})\leq 1}。
對每一點{\displaystyle x_{j}}，都存在G中的元素{\displaystyle g_{j}}，使得{\displaystyle x_{j}\in g_{j}\cdot B(x_{0},r)}。可指定{\displaystyle g_{0}=e}, {\displaystyle g_{k+1}=g}。如果{\displaystyle g_{j-1}\neq g_{j}}，則有{\displaystyle g_{j-1}^{-1}g_{j}\in S}，因為
{\displaystyle {\begin{aligned}&d_{X}(x_{0},g_{j-1}^{-1}g_{j}\cdot x_{0})\\=&d_{X}(g_{j-1}\cdot x_{0},g_{j}\cdot x_{0})\\\leq &d_{X}(g_{j-1}\cdot x_{0},x_{j-1})+d_{X}(x_{j-1},x_{j})+d_{X}(x_{j},g_{j}\cdot x_{0})\\<&r+1+r=2r+1\end{aligned}}}
由此得出g是由最多k+1個S的元素的積。因此S是G的生成集合，而且對所有g都有
{\displaystyle d_{S}(e,g)\leq d_{X}(x_{0},g\cdot x_{0})+1}
取{\displaystyle c=\max _{s\in S}d_{X}(x_{0},s\cdot x_{0})}，用三角不等式得出
{\displaystyle d_{X}(x_{0},g\cdot x_{0})\leq c\ d_{S}(e,g)}
對任何{\displaystyle g,h\in G}，有
{\displaystyle d_{X}(g\cdot x_{0},h\cdot x_{0})=d_{X}(x_{0},g^{-1}h\cdot x_{0})}
{\displaystyle d_{S}(g,h)=d_{S}(e,g^{-1}h)}
故此從以上兩條不等式可以得出
{\displaystyle d_{S}(g,h)-1\leq d_{X}(g\cdot x_{0},h\cdot x_{0})\leq c\ d_{S}(g,h)}
而且X中每一點x都距離某個{\displaystyle g\cdot x_{0}}不超過r，所以{\displaystyle g\mapsto g\cdot x_{0}}是擬等距映射，G和X是擬等距同構。